# Retaule de sant Vicenç (Martorell)
El Retaule de sant Vicenç és una pintura al tremp sobre taula obra de Bernat Martorell realitzada cap al 1438-1440 probablement per a l'església parroquial de Sant Vicenç de Menàrguens (Noguera). Actualment es conserva al Museu Nacional d'Art de Catalunya.
El retaule es conserva íntegrament i respon a la tipologia de suport pictòric més usada a Catalunya, si bé, per les seves dimensions reduïdes, només inclou dues escenes a cada banda de la figuració del sant titular.
A la taula cimera, en substitució del tradicional Calvari, es representa la Mare de Déu de la Misericòrdia, que acull dins el seu mantell els sants Benet i Bernat. La delicada figura central de Sant Vicenç d'Osca, representat davant la creu d'un dels seus martiris i amb la palma que hi al·ludeix, i el Llibre, mostra pèrdues apreciables de veladures en la dalmàtica. A l'esquerra es figura, de dalt a baix, el Judici de sant Vicenç i sant Valeri i Sant Vicenç a l'eculi; a la dreta, el Turment de sant Vicenç a la graella i la seva plàcida Mort al llit davant Dacià i els seus torturadors. Els cinc esplèndids compartiments de la predel·la mostren diferents passatges de la Passió de Crist.
El guardapols del retaule inclou el cristograma JHS i l'escut del monestir de Poblet. És per aquesta raó que, en alguna ocasió, l'obra ha estat relacionada amb la capella dedicada a sant Vicenç a Poblet. Tanmateix, el lloc de procedència d'aquest retaule, l'ermita de la Santa Creu de Menàrguens, no fa inversemblant que la destinació inicial de l'obra fos aquesta població, ja que, d'una banda, Menàrguens depèn del monestir de Poblet i, de l'altra, la seva església parroquial està dedicada a sant Vicenç.
Pel que fa a la datació del conjunt, l'encàrrec d'aquest moble pictòric podria estar relacionat amb l'estada de Martorell a Lleida l'any 1441.